# Десять центов (Гонконг)
Гонконгские десять центов (10¢) — разменная единица гонконгского доллара, равная десятой части.

## История выпуска
Десять центов Гонконга эта старейший номинал находящийся в обращении с 1863 года. Стоить отметить что в период 1942—1947 года монеты данного номинала не использовались.
До второй мировой войны монета изготавливалась из 80 процентного серебра, весила 2.82 грамма, была толщиной 1.1 мм и в диаметре 17.50 мм с рифлёным гуртом. На первый 10 центах, который выпускались с 1863 на аверсе было изображение королевы Виктории.
В период с 1935 по 1936 на аверсе было изображение Георга V. Характеристики монеты были сохранены, но материал был заменен на медно-никелевый.
В 1937 году был изменен вес на 4.54 г., диаметр на 20.57, толщина на 1.85, а сплав стал полностью никелевым. На аверсе изображался портрет Георга VI.
В 1948 году начинается выпуск новых монет из медно-никелева сплава. Характеристики монеты были сохранены. С 1948 по 1951 год была удалена надпись «Император Индии».
В 1955 году, на монете появилось изображение нового монарха Великобритании — Елизаветы II
Дизайн 10 центов вновь был изменён в 1982 году — гурт стал гладким. Изменен был портрет королевы, дизайнером стал Arnold Machin.
Окончательные (нынешние) размеры монета приняла в 1993 году.